# آکیهیرو کوریهارا
آکیهیرو کوریهارا (انگلیسی: Akihiro Kurihara؛ زادهٔ ۲ مهٔ ۱۹۸۵) بازیکن فوتبال اهل ژاپن است.
از باشگاه‌هایی که در آن بازی کرده‌است می‌توان به باشگاه فوتبال آلبیرکس نیگاتا اشاره کرد.